# Irina Sârbu
Irina Sârbu (n. 25 iulie 1983, București, România) este o cântăreață de jazz și actriță română. Studiind pianul încă din copilărie și urmând cursurile unui liceu de muzică, activează pe scenele de jazz în paralel cu studiile universitare de actorie, fiind considerată cea mai expresivă tânără solistă de jazz. Colaborează cu mai mulți artiști cunoscuți din lumea jazz-ului, între care Andrei Tudor, Puiu Pascu și Marius Mihalache, și face parte din grupul Ethnotic Project cu care realizează albumul Șapte scări în 2015. În anul 2023 lansează primul album de autor din carieră, intitulat At the End of July.

## Studii și pregătire
Prima întâlnire cu muzica are loc la vârsta de cinci ani, când Irina Sârbu începe să studieze pianul. În anii ce urmează continuă studiul acestui instrument, în paralel cu școala. Când este în clasa a șasea la Școala Generală de Muzică nr. 5 din București, intră în corul de fete „Voces Primavera”, înființat și condus de maestrul Claudiu Negulescu. Ulterior, este admisă la Colegiul Național de Muzică „George Enescu”, unde aprofundează studiul pianului la clasa profesoarei Gabriela Enăsescu, până în 2002, anul absolvirii liceului. Începând cu toamna lui 2002, urmează cursurile Universității Naționale de Artă Teatrală și Cinematografică „Ion Luca Caragiale” (UNATC), clasa de actorie. Irina încheie studiile universitare la clasa profesorilor coordonatori George Ivașcu și Doru Ana, în iunie 2006, când are loc spectacolul de absolvire Cele două orfeline, musical ce obține premiul pentru Cel mai bun spectacol la Gala UNATC 2006. Participarea Irinei în acest spectacol este încununată cu Premiul special al juriului și Premiul pentru debut într-un rol principal. Pentru Irina urmează cursurile masterale, realizate în cadrul aceleiași universități, iar ulterior se înscrie la școala doctorală de teatru pentru copii.

## Activitate muzicală
Irina se îndrăgostește de jazz în timpul liceului, când colegul ei de clasă Andrei Tudor, cel care a devenit ulterior un cunoscut pianist și compozitor, îi deschide apetitul pentru acest gen muzical. În 2002 începe să cânte jazz, formând împreună cu Andrei Tudor un duo (voce și pian). În același an, în luna decembrie, debutează ca interpretă de jazz, în cadrul emisiunii Povestiri din Studioul Artelor a Radiodifuziunii Române. Urmează o serie de concerte atât în București, cât și în țară. În vara anului 2003 o întâlnește pe Anca Parghel, care îi devine profesoară de canto și improvizație și care aduce astfel o contribuție foarte importantă în modelarea și dezvoltarea artistică a Irinei. Prima confirmare a activității pe scena românească de jazz se produce în 2004, când Irina obține Premiul pentru debut la Gala Premiilor Jazz pentru anul 2003. Intră în atenția câtorva muzicieni consacrați de jazz, astfel că începe să colaboreze cu instrumentiști și compozitori cunoscuți precum Puiu Pascu, Marius Mihalache, Marius Popp, Sorin Romanescu, Alex Man, Mircea Tiberian, Alin Constanțiu, Marius Vernescu, Sorin Terinte, Virgil Popescu, Pedro Negrescu, Sorin Zlat, Adrian Naidin, Petrică Andrei, Eugen Nichiteanu, Arthur Balogh, Ovidiu Lipan Țăndărică, Lucian Maxim, Ciprian Parghel, Tudor Parghel și alții. Alături de aceștia susține recitaluri și participă la festivaluri naționale și internaționale de jazz, cântă pe scena Festivalului Internațional „George Enescu”, dar și în străinătate, pe scene din Viena, Paris, New York, Washington, Madrid, Praga, Lisabona, Stockholm, Ierusalim, Atena, Bruxelles, Veneția.
În 2011 obține Premiul pentru tinerețe în jazz, Irina fiind considerată una dintre cele mai expresive și talentate cântărețe de jazz din România. Stilul interpretativ al solistei, timbrul special al vocii și bogăția imaginației improvizatorice au atras atenția încă de la început. Referitor la acestea, criticul Daniela Caraman Fotea spunea: „Irina a învățat jazz ascultând pe discuri marile voci ale genului. Notabil este faptul că nu imită. Pasiunea ei pentru jazz s-a născut spontan, ca necesitate a comunicării. Este o apariție «fină». Vocea asemenea: cu delicate evoluții, cântă de preferință «pe aer», evită virtuozitatea ca scop în sine, nu caută improvizațiile spectaculoase. Ele îi sunt accesibile, se derulează însă doar când travaliul este permis de temă și expresivitate.” (3 august 2004)
De-a lungul timpului, Irina își perfecționează tehnica vocală, repertoriul său alăturând jazz-ului genuri adiacente precum bossa-nova și samba, dar și muzică tradițională românească, muzică franceză și rusească, tango argentinian, flamenco, muzică românească interbelică.

### Colaborarea cu Marius Mihalache:World Symphony
Colaborarea cu Marius Mihalache începe în anul 2006, când renumitul țambalist îi propune Irinei să înregistreze împreună un album. Așa a luat naștere World Symphony, primul material discografic pe care poate fi auzită vocea tinerei artiste. World Symphony reprezintă o fuziune de muzică tradițională și jazz, stilul abordat fiind etno-jazz. La înregistrări, alături de Marius Mihalache (țambal, marimbă, percuție) și Irina Sârbu (voce), mai participă Dragoș Mihu (baterie), Nicu Băran (chitară bas) și Adrian Mihalache (pian). Discul include atât prelucrări din folclor realizate de Marius Mihalache, cât și piese compuse de acesta (între care una împreună cu Ovidiu Lipan Țăndărică). World Symphony a fost produs cu sprijinul casei de discuri Intercont Music și a apărut la data de 29 octombrie 2007, împreună cu ziarul Jurnalul Național, în cadrul seriei Muzică de colecție, fiind distribuit împreună cu un supliment.
Lista pieselor:
1. „Chicken Dance” (Marius Mihalache)
2. „La Passion” (Marius Mihalache, Ovidiu Lipan Țăndărică)
3. „Arabesque” (Marius Mihalache)
4. „Barbu’s Dance” (tradițional, prelucrare de Marius Mihalache)
5. „Ciuleandra” (tradițional, prelucrare de Marius Mihalache)
6. „Oci Ciornîie” (tradițional, prelucrare de Marius Mihalache)
7. „Bordeiaș” (tradițional, prelucrare de Marius Mihalache)
8. „Wedding Dance” (tradițional, prelucrare de Marius Mihalache)
9. „Pe deal” (Marius Mihalache)
10. „Love of Corea” (Marius Mihalache)

### Ethnotic Project:Șapte scări
Irina Sârbu este solista vocală a formației Ethnotic Project, înființată în anul 2015 împreună cu alți cinci muzicieni: Capriel Dedeian (chitară), Cezar Cazanoi (flaut și caval), Anatol Cazanoi (țambal și claviaturi), Laurențiu Horjea (chitară bas) și Dragoș Mihu (tobe și percuție). Ethnotic Project realizează albumul Șapte scări, apărut în noiembrie 2015 la casa de discuri Soft Records și desemnat CD-ul etno-jazz al anului 2015 de către Institutul Cultural Român și Fundația Muzza.
Formația abordează un repertoriu alcătuit din celebre melodii ce aparțin folclorului românesc autentic, orchestrate pe o textură sonoră originală, în care formulele melodico-ritmice se combină inspirat cu libertatea jazz-ului. Melodia fluierului românesc plutește elegant și sigur peste armonii sofisticate, instrumentele își combină culorile în sonorități neașteptate, vocea alternează cuvintele cu pasaje de improvizație jazz-istică și întregul este completat de secvențe instrumentale ce lasă fiecărui interpret libertatea de a se desfășura în solouri pline de imaginație.

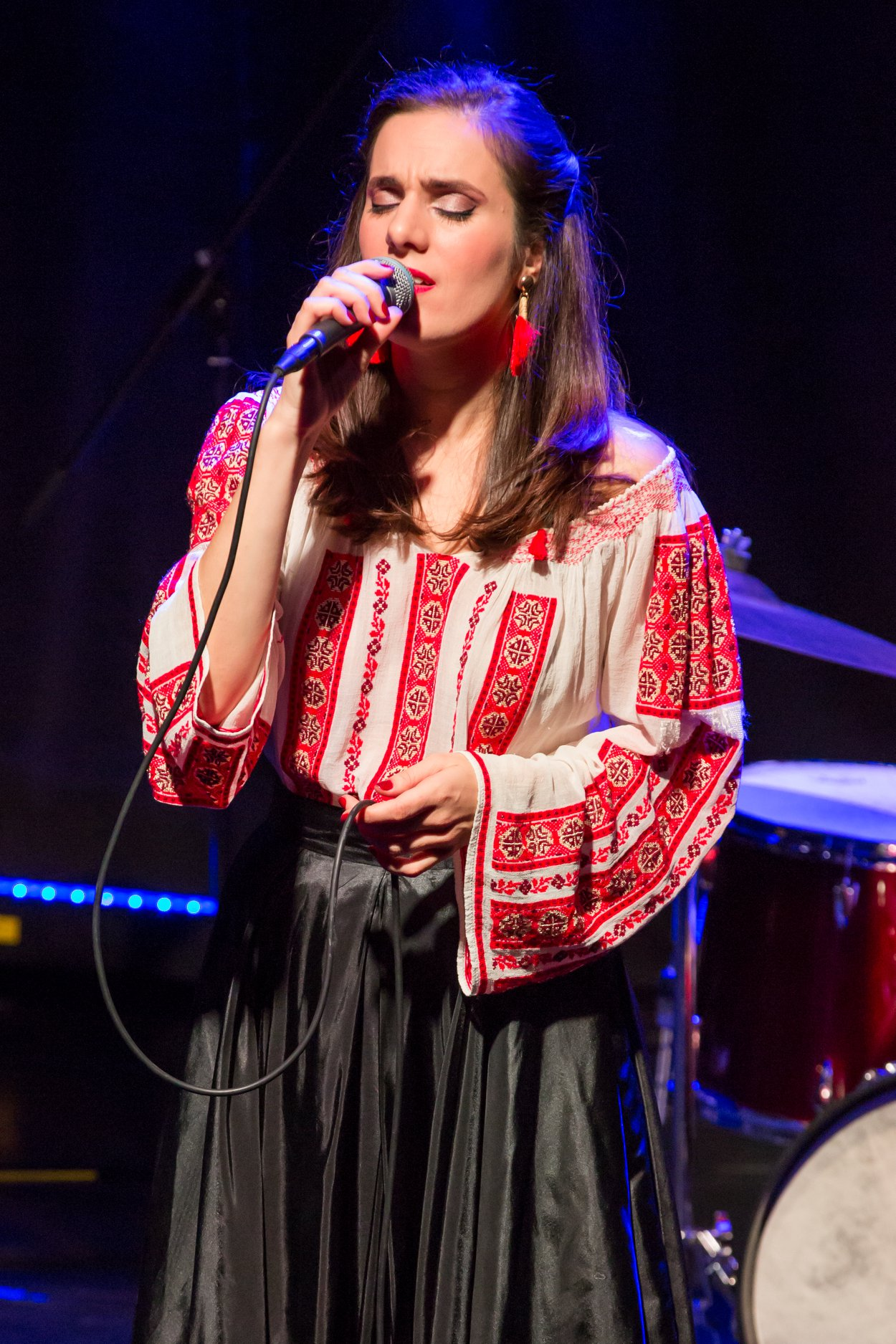
Irina Sârbu la sala ArCuB cu Ethnotic Project (22 octombrie 2018)

Referitor la interpretarea vocală realizată de Irina Sârbu pe discul Șapte scări, criticul și muzicianul Florian Lungu declara: „Cu inflexiuni deosebit de suple, valorificate printr-o tehnică vocală de invidiat, cu pregnanța timbrală egală în toate registrele unui glas de mare întindere, Irina Sârbu își seduce auditorii încă de la prima piesă, «Șapte scări», prin vervă și patos, etalând în nouă dintre cele zece secvențe o extinsă paletă de trăiri, de la ingenuitatea tălmăcirii melodiei «La cârciuma de la drum» (în a cărei prelucrare apare explorat și registrul supraacut al vocii), la nostalgia înfiorată și puritatea cu care artista se implică în învăluitoarea baladă «Unde e Târgoviștea», ajungându-se până la fervoarea și dinamismul exploziv din intervențiile improvizatorice scat cuprinse în temele de tempo alert.”
Lista pieselor:
1. „Șapte scări / Seven Stairs”
2. „La cârciuma de la drum / At the Roadside Pub”
3. „Leliță Săftiță”
4. „Unde e Târgoviștea / Where Is Târgoviștea”
5. „Inimioară, inimioară / Little Heart, Little Heart”
6. „Tonakan Par” (tradițional armenesc)
7. „Piatră, piatră / Stone, Stone”
8. „Maramureș, plai cu flori / Maramureș - Land of Flowers”
9. „Pe deal pe la Cornățel / On the Hill at Cornățel”
10. „Colaj Călușarii & Ciocârlia / Medley Călușarii & Ciocârlia”

### Primul album de autor:At the End of July
At the End of July, apărut la 10 august 2023 prin intermediul casei de discuri A&A Records, reprezintă cel de-al treilea album al Irinei Sârbu și totodată primul album de autor, muzica și versurile fiind semnate integral de artistă. Aranjamentele muzicale aparțin pianistului Sorin Zlat, care ia parte și la înregistrări. La realizarea albumului au mai contribuit: Adrian Flautistu (bas), Iulian Nicolau (tobe), Alex Man (chitară acustică), Sebastian Burneci (trompetă), Cătălin Milea (saxofon), Liviu Negru (chitară electrică) și Ana Parghel-Sârbu (voce). Piesele – nouă cu versuri în limba engleză și una scrisă în franceză – nu sunt doar melodii ci și scurte „filmulețe” în care imaginea se alătură spontan sunetului și cuvântului. Despre acest material discografic cu o importanță majoră în cariera de peste două decenii a solistei, aceasta afirma într-un interviu: „Mă reprezintă sută la sută. Are 10 piese despre 10 povești foarte personale (...) Sunt piese care rezonează adânc în sufletul meu. Mă emoționează fiindcă îmi aduc aminte cum m-am simțit atunci când le-am scris, îmi aduc aminte de poveștile care au stat la baza lui.” Cântecele reprezintă „povești legate de iubire, de familie, de copilărie, de trecut, de pierderi, de câștiguri, bucurii și suferințe” în care ascultătorul se poate regăsi ușor. La 16 noiembrie 2023, pe scena Teatrului Godot din București are loc concertul de lansare a albumului At the End of July.
Lista pieselor:
1. „T(he) E(nd)”
2. „Ma Terrasse”
3. „That's My Girl” (în duet cu fiica ei – Ana Parghel-Sârbu)
4. „Never Born”
5. „The Physicist”
6. „September Blues”
7. „At the End of July”
8. „I Gotcha!”
9. „Hand On a Gun”
10. „#SuperModernWoman”

### Irina Sârbu Band și alte colaborări
O mare parte dintre aparițiile Irinei Sârbu pe scenele de jazz are loc împreună cu formația sa, Irina Sârbu Band, din care fac parte instrumentiștii Puiu Pascu (pian), Ciprian Parghel (contrabas) și Tudor Parghel (tobe și percuție). Din formație au mai făcut parte Dan Ioniță (saxofon), Alex Man (chitară) și Claudiu Purcărin (tobe).
Irina colaborează cu grupul Party Collective cu care înregistrează piesa „Atinge”, la care este filmat și un videoclip. Single-ul este lansat în 2013, fiind produs de Tudor Parghel și Silviu Tudor, împreună cu colegii lor, Tudor Ionescu și Dan Deneș de la Fly Project.
În 2017 solista urcă pe scenă alături de Big Band Radio (condus de dirijorul Ionel Tudor), în cadrul seriei de concerte Jazz pe românește ce are loc la Sala Radio din Capitală. În 2023, pe 6 aprilie, serbează 20 de ani de activitate, printr-un concert alături de același Big Band Radio, de data aceasta dirijat de Simona Strungaru.

## Activitate teatrală
Ca actriță, Irina a jucat în București, la Teatrul de Comedie, Teatrul Odeon, Teatrul Bulandra, Teatrul Metropolis, Teatrul de Operetă, dar și în Craiova, la Teatrul Național „Marin Sorescu”. A făcut parte din distribuția pieselor Nevestele vesele din Windsor (regia: Alexandru Tocilescu, muzica: Nicu Alifantis) la Teatrul Metropolis, Ioana și focul (regia: Cătălina Buzoianu) la Teatrul de Comedie, Broadway–București (regia: Beatrice Rancea) la Teatrul Național de Operetă și Musical „Ion Dacian” și din potpuriul interbelic București, mahala de suflet. Un alt spectacol în care Irina este implicată se numește Clasic e fantastic – Copilăria marilor muzicieni, un proiect care îmbină teatrul cu muzica, fiind dedicat copiilor cu vârste între 4 și 10 ani.
La opera Comică pentru Copii joacă roloul baronesei Elsa von Schraeder, în musicalul "Sunetul muzicii", în regia lui Răzvan Mazilu.
Irina declara într-un interviu din 2012 pentru revista Tango: „Mi-am dat seama cât de important a fost faptul că am studiat actoria. Mi-a dat încredere în mine. Când am început să cânt eram foarte timidă, nu comunicam deloc cu publicul. Acum nu mă mai scoți de pe scenă! Bineînțeles că și experiența a contat foarte mult.”

## Viață personală
Mama Irinei, Cristina Bohaciu Sârbu, absolventă a Conservatorului din Cluj, profesoară de vioară, muzicolog și jurnalist de radio, este cea care a îndreptat-o pe Irina către muzică de la o vârstă fragedă. Irina Sârbu a avut o relație cu Ciprian Parghel (fiul Ancăi Parghel), cu care are o fată, Ana, născută pe 15 iulie 2015.